# Атаєвка
Ата́євка (рос. Атаевка, башк. Атаевка) — присілок у складі Башкортостану, Росія. Входить до складу Уфимського міського округу, Кіровського району міста Уфа.
Населення — 101 особа (2010, 70 2002).
Національний склад:
- росіяни — 60 %